# Matthias van den Berg
Matthias van den Berg (* 17. August 1967 in Vreden) ist ein deutscher Theater- und Filmschauspieler.

## Leben
Matthias van den Berg wurde 1967 in der münsterländischen Stadt Vreden geboren und legte an der Liebfrauenschule Coesfeld das Abitur ab. Nach seinem Zivildienst studierte er von 1992 bis 1996 Sozialarbeit mit Schwerpunkt Theaterpädagogik an der Fachhochschule Köln.
Bereits seit 1992 spielt er Theater und war in verschiedenen modernen wie klassischen Stücken zu sehen. Er tritt hauptsächlich in Köln am Theater Tiefrot und im Raketenclub auf, so 2012 in Kabale und Liebe von Friedrich Schiller und Der eingebildete Kranke von Molière.
Im deutschen Fernsehen ist er seit 2006 hauptsächlich in Fernsehserien zu sehen, wie in der Wilsberg-Reihe und in Danni Lowinski. 2011 war er in der deutschen Komödie Dann kam Lucy zu sehen.

## Filmografie (Auswahl)
- 2006: Wilsberg: Tod auf Rezept
- 2007: Stellenbosch (Fernsehserie, zwei Folgen)
- 2007: SOKO Rhein-Main – Kumpels aus Kamerun
- 2007: Playlist
- 2007: Dating Vietnam
- 2008: Galgenfrist (Kurzfilm)
- 2008: Dr. Psycho – Die Bösen, die Bullen, meine Frau und ich – Der doppelte Psycho
- 2009: Für Miriam
- 2009: Der Staatsanwalt – Das kleinere Übel
- 2010: Danni Lowinski – Alles auf Schwarz
- 2010: Der Bulle und das Landei – Tödliches Heimweh
- 2010: Henri 4
- 2010: Zeche is nich – Sieben Blicke auf das Ruhrgebiet 2010 (Stimme)
- 2011: Dann kam Lucy
- 2011: Bermuda-Dreieck Nordsee
- 2013: Wilsberg: Gegen den Strom
- 2014: Mord mit Aussicht – Gulasch für den Geiselnehmer
- 2015: Meuchelbeck – Hier und weg
- 2016: Løvekvinnen
- 2017: Heldt – Falschgeld
- 2018: Marie Brand und der Duft des Todes
- 2019: Helen Dorn – Nach dem Sturm
- 2021: Die Füchsin: Romeo muss sterben
- 2021: Mona & Marie (Fernsehfilm)
- 2022: Tatort: Das Herz der Schlange
- 2023: Anna und ihr Untermieter: Wenn du träumst von der Liebe
- 2024: Der Staatsanwalt – Flussfahrt in den Tod

## Theatrografie (Auswahl)
- 1992–1994: Schein-TV – HR, Uni-Theater Düsseldorf (Regie: Margarete Herdikerhoff)
- seit 1997: François Villon, Wandertheater, u. a. Cinestar Kino WGT Leipzig (Regie: Matthias van den Berg)
- 2001: Efeutag im Sitzungszimmer – HR, Studiobühne Köln (Regie: Volker Schmitt)
- 2001: Die Beichte, Studiobühne Köln (Regie: Depeche Nalin)
- 2002: Angst essen Seele auf, Arkadas Theater Köln (Regie: Ali Jalaly)
- 2003: Ich Villon, ArtTheater Köln (Regie: Jean Cotart)
- 2005: Erdbeermund und freche Schnauze – HR, Theater Tiefrot Köln (Regie: Matthias van den Berg, Renate Dissel)
- 2008: Clockwork Orange, Theater Tiefrot (Regie: Volker Lippmann)
- 2008: Das Krippenspiel, Raketenclub Köln (Regie: Noizy Neigbors / Ensemble)
- 2009: Faust 1.0 – HR, Rakentenclub Köln (Leitung: Thomas Martus)
- 2009: Liebesspiele, Theater Tiefrot (Regie: Volker Lippmann, Gila Abutalebi)
- 2009: The Cruel Sea, Raketenclub Köln (Regie: Noizy neighbors / Ensemble)
- 2010: Des Kaisers neue Kleider – HR, u. a. Oper Köln und Rheinisches Landestheater Neuss (Regie: Alice Dütsch)
- 2010: Durst nach Flann O’Brian – HR, Thirtyproduktion (Regie: Severin von Hoensbroech)
- 2010: Francois Villon – HR, Raketenclub Köln (Regie: Matthias van den Berg)
- 2011: The Invitation – HR, Theater Tiefrot (Regie: Volker Lippmann)
- 2011: Rock’n’ Roll Wanderzirkus (Regie: Noizy Neighbors / Ensemble)
- 2012: Kabale und Liebe, Theater Tiefrot (Regie: Volker Lippmann)
- 2012: Der eingebildete Kranke, Theater Tiefrot (Regie: Volker Lippmann)
- 2013: Ein Blick von der Brücke – HR, Theater Tiefrot (Regie: Volker Lippmann)
- 2017: Romeo und Julia, Theater Tiefrot (Regie Volker Lippmann)